# Artere coronare

Artere coronare

Din porțiunea inițială a aortei ascendente, bulbul aortic, se bifurcă 2 artere coronare: stângă și dreaptă (au traiect sinuos și trec pe subepicard, sunt însoțite de vene, nervi și țesut adipos.
Artera coronară stângă - originea în sinusul stâng al aortei, porțiunea inițială între trunchi pulmonar și auriculul sting, cu 3-5 cm. deasupra șanțului coronar stâng se ramifică în : ramura interventriculară dreaptă și ramura circumflexă. 
Ramura interventriculară se termină la nivelul vârfului inimii și poate să se ridice retrograd prin șanțul interventricular posterior.
Ramura circumflexă-formează un unghi variabil cu artera interventriculară anterioară și urmează în partea stângă a șanțului coronarian unde anastomozează pe fața posterioară a cordului cu artera coronară dreaptă. Ea dă naștere la ramuri ascendente atriale și ramuri descendente ventriculare , ce irigă atriul și auriculul sting, septul intertrial, nodulul sinoatrial, ventriculul stâng și trunchiul pulmonar.
Artera coronară dreaptă - apare la nivelul sinusului drept al aortei, se situează între trunchiul pulmonar și auriculul drept, înglobat de țesut adipos. Apoi urmează șanțul coronarian coborând pe șanțul interventricular-ramura interventriculară posterioară- mergând spre apexul cordului. La nivel șanțului interventricular posterior de la artera coronară dreaptă se pornește ramura marginală dreaptă ce se îndreaptă spre ramura circumflexă a arterei coronare stângi.